# Distrito de Al Marj
Al Marj o El Merj (en árabe: المرج‎ Al Marǧ, en español: "Los Prados") es uno de los veintidós distritos de Libia. La capital del distrito es la ciudad de Al Marj. Actualmente, tiene una población estimada de 160.318 habitantes (116,63 habitantes por km²) y una superficie de 10 000 kilómetros cuadrados. Se ve favorecido por su localización sobre el mar Mediterráneo.

## Historia
La actual ciudad capital, la ciudad de Al Marj, comenzó a gestarse cuando un fuerte fue construido en 1842 por el Imperio otomano y luego fue restaurado. Los italianos desarrollaron la ciudad (en el periodo de 1913-41) como un centro administrativo y de mercado. Fue azotada por un terremoto en 1963. Hay un par de bancos en la calle principal y las principales oficinas de correos se encuentran en el centro de la ciudad, no lejos de la gran mezquita.